# Храброст под паљбом
Храброст под паљбом (енгл. Courage Under Fire), Храброст под ватром или Храброст у борби је филм из 1996. који је режирао Едвард Звик, а у главним улогама су: Дензел Вошингтон, Мег Рајан, Мет Дејмон и Лу Дајмонд Филипс.
Већ утучен због смртоносне грешке коју је направио у инциденту у Пустињској олуји, официр америчке војске мора да оцени достојност жене команданта хеликоптера за Медаљу части.

## Радња
Официр америчке војске Стерлинг предводи ноћни тенковски напад на ирачке положаје у близини Басре током Заливског рата. Амерички танкери су успешни, али Ирачанима стиже појачање. Стерлинг наређује да се отвори ватра на непријатељски тенк, али након успешног поготка, ужаснут је што је уништио амерички тенк.
Власти заташкавају овај случај, потпуковник Стерлинг наставља да служи у Пентагону. Додељен му је да истражи случај Волден. Капетан Карен Волден чини подвиг током рата у Ираку, решава се питање постхумног одликовања Орденом части. Посада обореног хеликоптера Блек Хок каже да је Волденин хеликоптер за евакуацију Хјуи бомбардовао одред Ирачана из ваздуха и чак уништио непријатељски тенк, али је оборен и пао иза стена. Обе посаде су спасене следећег јутра.
Стерлинг испитује екипу Волденове. Војни лекар Ендру Иларио потврђује оригиналну верзију. Волден је херојски командовала људима, а следећег јутра је умрла, покривајући одлазак посаде у спасилачке хеликоптере. Ловци-бомбардери су стигли на време да баце напалм бомбе на обореног Хјуија и Ирачане који се приближавају. Наредник Џон Монфрез такође у почетку потврђује Иларијеву верзију, али Стерлинг се држи недоследности у детаљима. Монтфрез прича сасвим другачију причу, о кукавичлуку Волденове, која је хтела да одлети, остављајући Американце без помоћи, пошто су се спасиоци приближили, плашила се да изађе на отворено и чак је пуцала на Монтфреза.
Власти жестоко притискају Стерлинговог шефа, генерала Хершберга: награда Волденовој ће председника приказати у повољном светлу. Хершберг користи шаргарепу и штап: отворено прети Стерлингу да ће извући историју Басре, оптужује Стерлинга за пијанство и непоштовање наређења, или обрнуто да би помогао у његовој каријери. Стерлинг, уз помоћ репортера Тонија Гартнера, проналази још једног члана Алтмајерове посаде, али тешко оболели од рака, дрогирани наредник не даје значајне информације. Стерлинг се поново састаје са Монфрезом, али то доводи до трагедије. Монфрез вози на железничку пругу, испушта Стерлинга на нишан и убрзава аутомобил према одговарајућем возу.
Стерлинг проналази Иларија, који је отишао у подземље. Иларио говори праву верзију догађаја. Испоставило се да је Монфрез анти-херој, наговорио га је да побегне у планине, оставивши рањеног члана посаде, а Волден му је одузео митраљез на нишану. Ујутро је пушчаном ватром покрила повлачење посаде, али је Монтфрез рекао команданту спасилачког хеликоптера да је погинула, након чега је јуришна летелица ударила.
Тони Гартнер се састаје са генералом Хершбергом, приморавајући га да ћути о Стерлинговој грешци у Басри. Стерлинг пише истинит извештај, Волден ионако добија Медаљу части. Стерлинг говори истину родитељима танкера који је убио, затим одлази на војно гробље и на гроб Волденове ставља медаљу добијену за битку код Басре.

## Улоге
| Глумац            | Улога                                 |
| ----------------- | ------------------------------------- |
| Дензел Вошингтон  | Потпуковник Натанијел Серлинг         |
| Мег Рајан         | капетан Карен Ема Волден              |
| Лу Дајмонд Филипс | штабни наредник Џон Монфриз           |
| Мет Дејмон        | специјалац Иларио                     |
| Мајкл Моријарти   | бригадни генерал Хершберг             |
| Реџина Тејлор     | Мередит Серлинг                       |
| Скот Глен         | Тони Гартнер, новинар Вашингтон поста |
| Тим Гини          | Рејди                                 |
| Том Рансом        | Бојлар                                |
| Шон Астин         | Патела                                |

## Зарада
- Зарада у САД - 59.031.057 $
- Зарада у иностранству - 41.829.761 $
- Зарада у свету - 100.860.818 $